# Dois Homens e Meio
Dois Homens e Meio (no original, Two and a Half Men) é uma série de televisão norte-americana criada por Chuck Lorre e Lee Aronsohn, estrelada, do começo ao fim, por Jon Cryer e Angus T. Jones, e em diferentes períodos por Charlie Sheen e Ashton Kutcher. Foi indicada a dois Globo de Ouro pela atuação de Sheen. Estreou no dia 22 de setembro de 2003 e teve sua transmissão encerrada em 19 de fevereiro de 2015 após doze temporadas.
Em Portugal, a série estreou no dia 30 de janeiro de 2005 pela RTP1, no idioma original com legendas em português. A partir de 8 de janeiro de 2006, o canal iniciou a transmissão de uma versão dobrada em português da série (com apenas a primeira temporada exibida).  Depois disso, a série repetiu desde o início na RTP2, e onde passaram as temporadas todas, de novo no idioma original legendado. 
Situada na praia de Malibu, Califórnia, a atração é sobre dois irmãos bem diferentes um do outro, Charlie Harper (Charlie Sheen), um solteirão que está sempre de bem com a vida, envolvido por jogos, bebidas e mulheres, e Alan Harper (Jon Cryer), que tem um filho, Jake Harper (Angus T. Jones), que junto com ele passa a morar com Charlie em sua mansão na praia de Malibu, depois que a sua esposa, Judith (Marin Hinkle), pede divórcio.
No dia 15 de janeiro de 2011, na sua oitava temporada, a produção suspendeu as gravações de alguns episódios para que Charlie Sheen se tratasse de sua dependência química. No dia 24 de fevereiro do mesmo ano, a Warner Bros e o empresário de Sheen, Stan Rosenfield, disseram que as filmagens seriam retomadas com o regresso do ator. Mas, no dia seguinte, em 25 de fevereiro, Charlie fez declarações ofensivas para a produção do programa, mesmo assim continuou no seriado por mais um mês. Em 7 de março de 2011, Charlie Sheen foi demitido após ofender novamente os diretores da série. Em 13 de maio, a Warner Bros anunciou a contratação de Ashton Kutcher para a série.
Com um novo enredo, a série passa a ter Walden Schimidt (Ashton Kutcher), um bilionário da internet que compra a antiga casa de Charlie Harper. Sem ter para onde ir, Alan pede para que Walden deixe ele passar uns dias em sua nova casa. Com pena de Alan, Walden o acolhe.
Em maio de 2014, após quedas na audiência, a rede de televisão americana CBS anunciou que a série seria cancelada após a décima segunda temporada.

## Enredo
Charlie Harper (Charlie Sheen), é um compositor de jingles, que mora numa bela casa na praia de Malibu, em Los Angeles. É rico, por isso tem uma enorme facilidade de conquistar as mulheres. Possui um belo carro na garagem, e sempre se envolve em confusões devido ao seu consumo de bebidas alcoólicas, com mulheres, jogos, e apostas. Seu estilo de vida muda, quando seu irmão Alan Harper (Jon Cryer), que esta no meio de um divórcio com a esposa, passa a morar com ele, junto ao seu filho Jake Harper (Angus T. Jones).
Para complicar ainda mais a vida dos dois, eles tem uma mãe, Evelyn Harper (Holland Taylor), que não liga muito para eles, e está sempre os tratando com desprezo. Charlie ainda tem que lidar com a sua vizinha estranha, Rose (Melanie Lynskey) que está sempre o perseguindo, e vigiando. Rose teve um breve relacionamento com Charlie, e é bem visível de se notar sua paixão por ele, apesar dele sempre tentar se afastar dela, chamando-a de louca e perseguidora.  Alan também tem de aturar sua ex-esposa Judith (Marin Hinkle) que está sempre lhe dando o fora.
Apesar de Charlie ser muito diferente de seu irmão, ele o recebe em sua casa, pelo fato de não ter pra onde ir, e estar com o seu sobrinho. Embora sejam diferente um do outro, eles tem uma coisa em comum: os dois amam Jake, e querem o melhor para o menino.

## Demissão de Charlie Sheen e reorganização no roteiro
Em fevereiro de 2010 Charlie Sheen estava entrando na reabilitação de drogas, as filmagens da série foram canceladas por algumas semanas, e Charlie Sheen afastou-se das gravações, mas voltou no mês seguinte. Em 1 de abril de 2010, o site People.com relatou que após sete temporadas Sheen anunciou que estava prestes a deixar a atração. De acordo com uma fonte, Sheen deixou o show após filmar o episódio final da 7 ª temporada, supostamente devido à sua rejeição da oferta da CBS de US $ 1 milhão por episódio como muito baixo. Sheen eventualmente afirmou que ele estaria de volta para mais duas temporadas. Em 18 de maio de 2010, o site da Nova Zelândia stuff.co.nz informou que um comunicado de imprensa emitido pelo agente de Sheen confirmou que Sheen tinha assinado um novo contrato por mais um dois anos em 1,78 milhão de dólares por episódio. 
| “                                                                                            | Para colocar um fim adequado nos dois meses e meio de especulação, eu estou ansioso para voltar para minha casa CBS nas noites de segunda-feira. | ” |
| — Comentário de Charlie Sheen se mostrando ansioso para voltar as gravações da série da CBS. | |   |

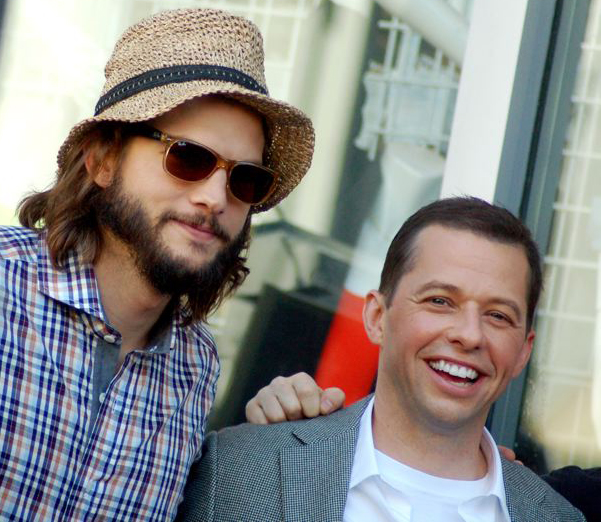
Ashton Kutcher e Jon Cryer em 2011.

Em 28 de janeiro de 2011, Sheen entrou voluntariamente num centro de reabilitação pela terceira vez em 12 meses, de acordo com a Warner Bros Television e CBS, e o programa foi colocado em hiato para tempo indeterminado. No mês seguinte, após os ataques verbais de Sheen contra Chuck Lorre, o diretor e criador de Two and a Half Men, durante uma entrevista de rádio com Alex Jones e uma entrevista online com TMZ. com, a CBS anunciou que Sheen deixaria a produção para o resto de sua oitava temporada afetando cerca de 200 colaboradores, e fazendo com que a Warner Bros, Lorre, Sheen, e os outros participantes não recebessem cerca de US$ 10 milhões da perda de lucro dos oito episódios restantes. Em seguida, Sheen foi entrevistado nos programas 20/20 da ABC, Today da NBC, e Piers Morgan Tonight da CNN, continuando a fazer comentários hostis sobre Lorre. Em 07 de março, a CBS e Warner Bros anunciaram que Sheen havia sido demitido de Two and a Half Men, citando "torpeza moral" como a principal causa da demissão. Nenhuma decisão sobre o futuro da série foi anunciado naquele tempo.
Outros membros do elenco, como Marin Hinkle e Holland Taylor, expressaram tristeza na partida de Sheen por problemas pessoais. Jon Cryer não quis falar publicamente e nem comentar sobre o assunto. Em resposta, Sheen chamou Chuck Lorre de traidor numa entrevista on-line, embora mais tarde tenha emitido um pedido de desculpa para Cryer. Sheen processou Lorre e a Warner Bros por US$ 100 milhões, alegando que ele tinha arquivado o processo em nome de si mesmo.
Em abril de 2011, Sheen foi mencionado durante uma entrevista de rádio após a parada da sua turnê em Boston que ele e a emissora CBS estavam falando sobre um possível retorno para o show. Não obstante, Lorre anunciou no mesmo mês que ele tinha desenvolvido uma ideia para o seriado Two and a Half Men, reinicialização que vai excluir Sheen e tem Jon Cryer em um papel-chave ao lado de um novo personagem.
Em 13 de maio, a CBS anunciou que Ashton Kutcher iria se juntar ao elenco. Kutcher foi citado como dizendo: "Eu não posso substituir Charlie Sheen, mas eu vou trabalhar pra caramba para entreter o máximo possível de pessoas!"
Em 2 de agosto do mesmo ano, foi relatado que a nona temporada de estreia começaria com o personagem de Sheen ter sido morto e os seus amigos e ex-namoradas iriam assistir ao seu funeral. A casa onde Charlie morava em Malibu seria colocada para venda e os compradores interessados que incluem celebridades de outras sitcoms. Após seu funeral, Walden Schmdit (nome do personagem de Ashton Kutcher) um bilionário da Internet com o coração partido compra a casa que era de Harper.
Os críticos compararam esta situação ao que aconteceu em 1987 com Valerie Harper, que também foi demitido de uma sitcom, Valerie (mais tarde intitulado "Família Valerie: Os Hogans" e "A Família Hogan"), também teve seu personagem morto fora da tela, e também foi substituído por outra pessoa, Sandy Duncan, na temporada seguinte.

## Comentário de Angus T. Jones
Em novembro de 2012, Angus publicou um vídeo dizendo que por ter se tornado Adventista do Sétimo Dia, não se sentia confortável em desempenhar seu papel em Two and a half men; o ator também chamou a série de "suja". Leia a declaração a seguir:
| “ | Por favor, pare de assistir e encher a sua cabeça com sujeira. Eu estou em Two and a Half Men mas eu não quero estar. Por favor, pare de assistir. | ” |

Dias depois ele se desculpou, dizendo que tinha o maior respeito pelos atores, produtores e diretores da série.

## Morte de Charlie Harper
Charlie e a vizinha Rose viajam para Paris no fim da 8ª temporada. No dia 19 de setembro de 2011 foi exibido o primeiro episódio da 9ª temporada, em que, no funeral de Charlie, Rose conta como ele morreu: um dia após ela ter flagrado Charlie no chuveiro com outra mulher, os dois esperavam um metrô em Paris quando Charlie "escorregou" e caiu nos trilhos, sendo atropelado por uma das composições. Ao ouvir isso, Alan e Berta ficam bastante desconfiados se foi mesmo um acidente.  Todas as mulheres que estiveram com ele em algum relacionamento estarão no funeral. Charlie Sheen disse ao site TMZ: "Eu assistirei ao meu falso funeral com a presença de minhas falsas ex-namoradas; na TV da minha sala de cinema muito real, com a minha mulher muito real comigo". Sobre seu funeral disse: "Fico orgulhoso ao pensar que precisaram de algo tão grande como um trem em alta velocidade para me tirar de cena. Menos que isso seria um insulto!" Também disse ao site americano EXTRA que "Quem não vai assistir? Estou tão curioso quanto todo mundo".

## Renovação
A décima primeira temporada do sitcom apresentou para o público a filha de Charlie Harper (Charlie Sheen). Interpretada por Amber Tamblyn (House), Jenny chega em Los Angeles em busca de uma carreira como atriz. Ela então decide procurar seu pai biológico, Charlie, o que a leva a bater na porta de Alan e Walden. Embora nunca tenham se conhecido, Jenny e Charlie são muito parecidos. Tendo os mesmos gostos do pai, incluindo a preferência por mulheres, ela passa a fazer parte da família Harper.

## Elenco
| Personagens           | Interpretado por | Temporadas | Temporadas | Temporadas | Temporadas | Temporadas | Temporadas | Temporadas   | Temporadas | Temporadas | Temporadas   | Temporadas   | Temporadas   |
| Personagens           | Interpretado por | 1          | 2          | 3          | 4          | 5          | 6          | 7            | 8          | 9          | 10           | 11           | 12           |
| --------------------- | ---------------- | ---------- | ---------- | ---------- | ---------- | ---------- | ---------- | ------------ | ---------- | ---------- | ------------ | ------------ | ------------ |
| Charlie Harper        | Charlie Sheen    | Regular    | Regular    | Regular    | Regular    | Regular    | Regular    | Regular      | Regular    |            |              |              |              |
| Alan Harper           | Jon Cryer        | Regular    | Regular    | Regular    | Regular    | Regular    | Regular    | Regular      | Regular    | Regular    | Regular      | Regular      | Regular      |
| Jake Harper           | Angus T. Jones   | Regular    | Regular    | Regular    | Regular    | Regular    | Regular    | Regular      | Regular    | Regular    | Regular      |              | Participação |
| Walden Schmidt        | Ashton Kutcher   |            |            |            |            |            |            |              |            | Regular    | Regular      | Regular      | Regular      |
| Evelyn Harper         | Holland Taylor   | Regular    | Regular    | Regular    | Regular    | Regular    | Regular    | Regular      | Regular    | Regular    | Regular      | Regular      | Regular      |
| Judith Harper-Melnick | Marin Hinkle     | Regular    | Regular    | Regular    | Regular    | Regular    | Regular    | Regular      | Regular    | Regular    | Regular      | Regular      | Regular      |
| Berta                 | Conchata Ferrell | Recorrente | Regular    | Regular    | Regular    | Regular    | Regular    | Regular      | Regular    | Regular    | Regular      | Regular      | Regular      |
| Rose                  | Melanie Lynskey  | Regular    | Regular    | Recorrente | Recorrente | Recorrente | Recorrente | Participação | Recorrente | Recorrente | Recorrente   | Recorrente   | Recorrente   |
| Kandi                 | April Bowlby     |            |            | Recorrente | Regular    |            |            |              |            |            | Participação | Participação | Participação |
| Chelsea               | Jennifer Taylor  |            |            |            |            |            | Regular    | Recorrente   | Recorrente |            | Participação |              | Participação |
| Jenny Harper          | Amber Tamblyn    |            |            |            |            |            |            |              |            |            |              | Regular      | Regular      |
| Louis                 | Edan Alexander   |            |            |            |            |            |            |              |            |            |              |              | Regular      |

## Lista de episódios
| Temporadas | Temporadas | Episódios | Exibições                                        | Espectadores (em milhões) |
| ---------- | ---------- | --------- | ------------------------------------------------ | ------------------------- |
|            | 1          | 24        | 22 de Setembro de 2003 - 24 de Maio de 2004      | 15.31                     |
|            | 2          | 24        | 20 de Setembro de 2004 - 23 de Maio de 2005      | 16.45                     |
|            | 3          | 24        | 19 de Setembro de 2005 - 22 de Maio de 2006      | 15.14                     |
|            | 4          | 24        | 18 de Setembro de 2006 - 14 de Maio de 2007      | 14.43                     |
|            | 5          | 19        | 24 de Setembro de 2007 - 19 de Maio de 2008      | 13.68                     |
|            | 6          | 24        | 22 de Setembro de 2008 - 18 de Maio de 2009      | 15.06                     |
|            | 7          | 22        | 21 de Setembro de 2009 - 24 de Maio de 2010      | 14.95                     |
|            | 8          | 16        | 20 de Setembro de 2010 - 14 de Fevereiro de 2011 | 12.73                     |
|            | 9          | 24        | 19 de Setembro de 2011 - 14 de Maio de 2012      | 14.64                     |
|            | 10         | 23        | 26 de Setembro de 2012 - 9 de Maio de 2013       | 13.78                     |
|            | 11         | 22        | 26 de Setembro de 2013 - 8 de Maio de 2014       | 10.66                     |
|            | 12         | 16        | 30 de Outubro de 2014 - 19 de Fevereiro de 2015  | 11.95                     |